# Yuri Landman

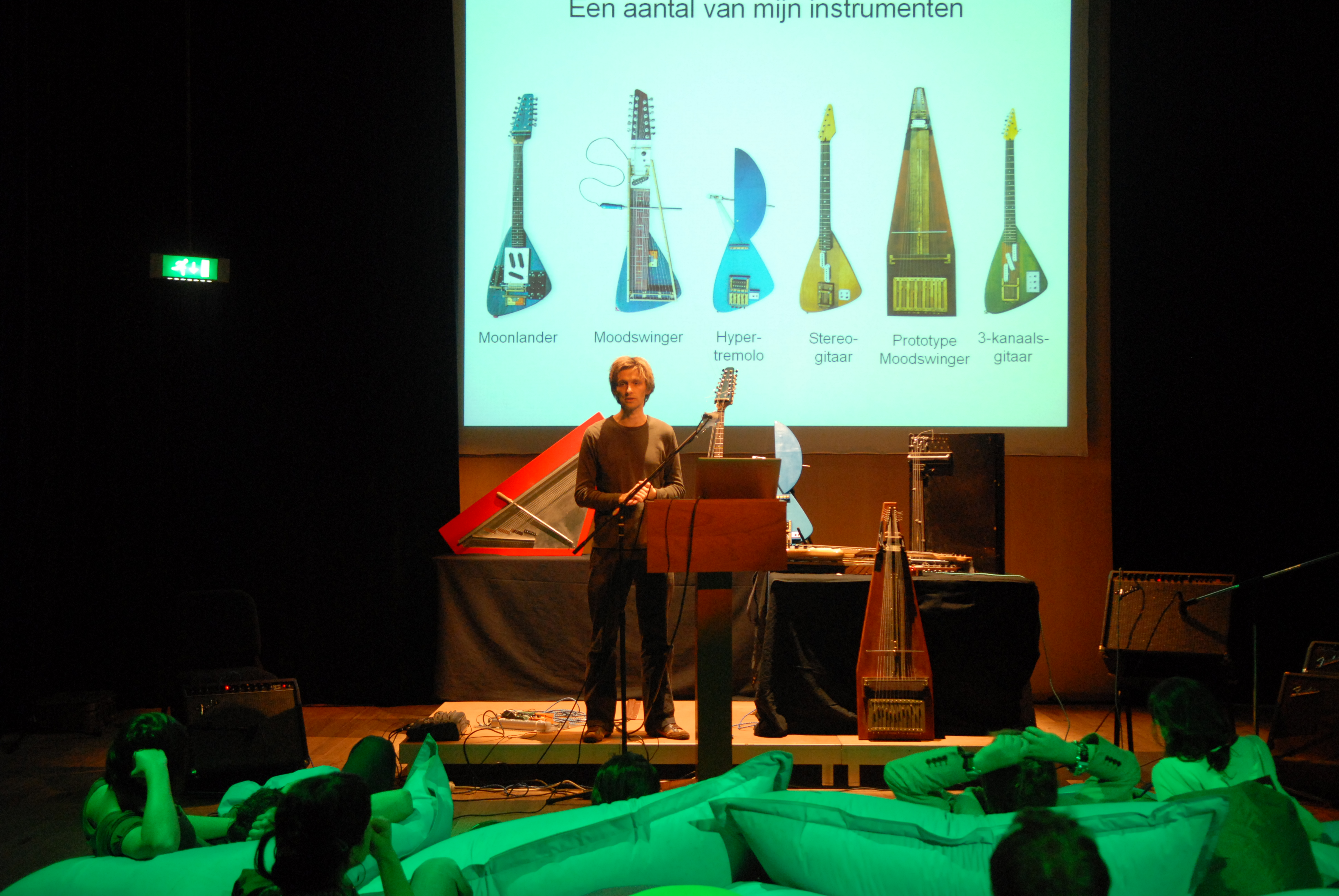
Yuri Landman på Output Festival 2007

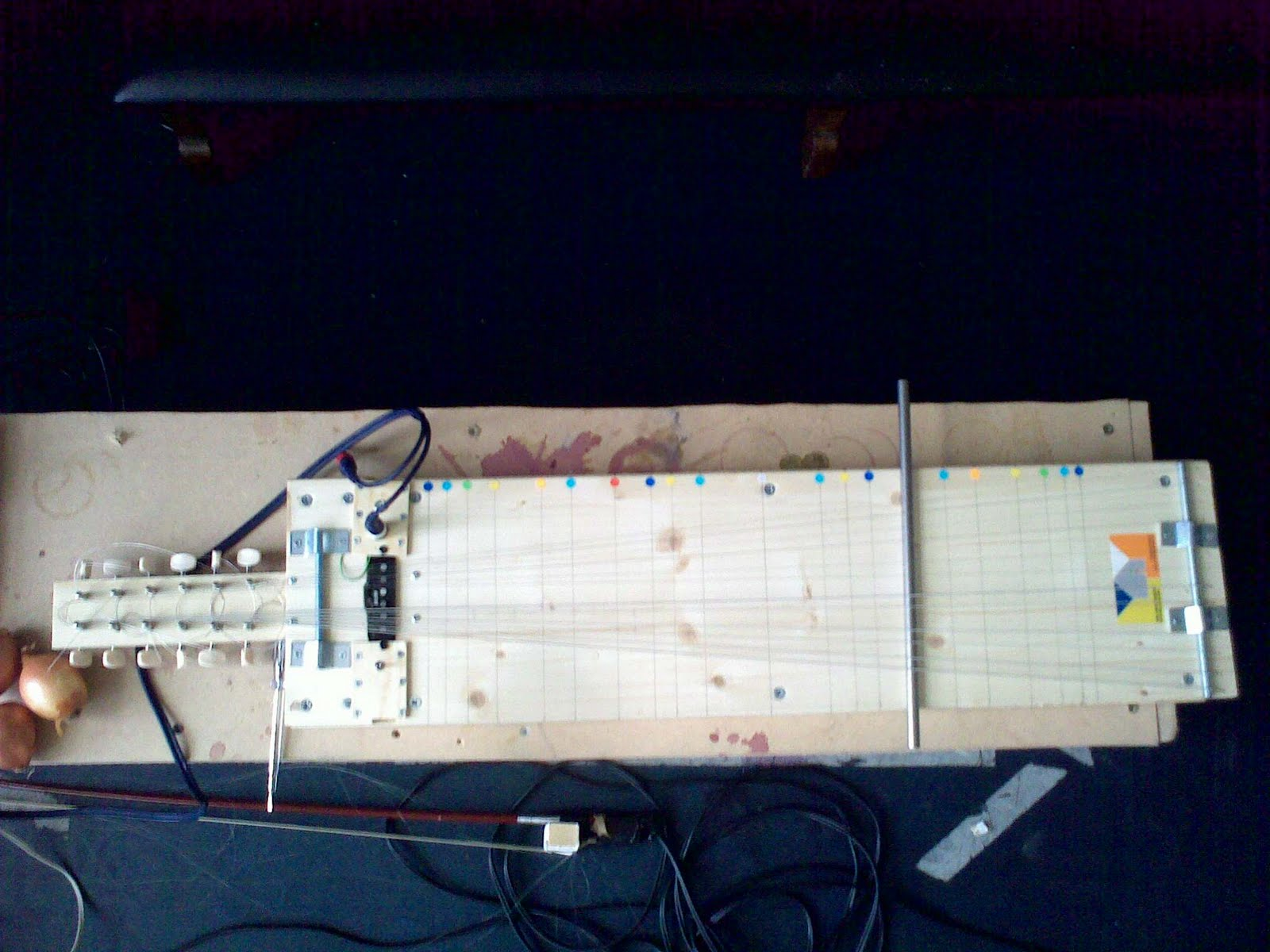
Home Swinger

Yuri Landman född 1 februari 1973 i Zwolle är en nederländsk musikinstrumentsbyggare, musiker, musiklärare och serietecknare.

## Biografi
Yuri Landmans instrument ser inte ut som vanliga gitarrer. Ljudet från instrumenten kommer från strängresonans, mikrotonalitet och ett övertoningsspektrum som baserats på Glenn Brancas No Wave-estetik.
Landman har arbetat för kända noise- och indierockartister som Sonic Youth, Einstürzende Neubauten, Liars, Half Japanese, Enon, Lou Barlow och Blood Red Shoes. 
Landman har gett föreställningar på Primavera Sound Festival 2008 i (Barcelona), Clandestino Festival 2010 i Göteborg och andra festivaler i Europa. År 2012 bildade Landman ett band kallat Bismuth tillsammans med Arnold van de Velde. År 2012 skrev han tillsammans med Bart Hopkin bok Nice Noise. År 2017 var han konstnär i en månad vid iii i Haag där han utvecklade en motoriserad ljudinstallation . År 2018 utformade han en serie diagram med mikrointervall.
Organisationerna MIM (Phoenix),  WORM, Muziekgebouw aan 't IJ, Extrapool (Nijmegen), De Toonzaal (Den Bosch), Can Vicente del Amo (Ibiza), Museum of Transitory Art, (Ljubljana), Radiona (Zagreb), St James Cavalier (Malta), Sonoscopia (Porto), Liebig 12 (Berlin), Conservatoire TPM (Toulon), TAMK (Tampere), och Maajaam (Otepää, Estland) egna samlingar av instrument för utbildning och forskning.
Han undervisar regelbundet i olika akademier som TAMK, Aalto-universitet, Rytmisk Musikkonservatorium, FH Joanneum (Graz), AvP (Leeuwarden), ELAK (Universität für Musik und darstellende Kunst Wien), Hochschule für Musik Detmold och har lämnat in till Royal Academy of Music, Salford-universitet, Bradford-universitet, Nantes-universitet, Gent-universitet , PXL, ZHdK (Zürich), Universität für Musik und darstellende Kunst, Konstuniversitetets Sibelius-Akademi, HvA (Amsterdam), Codarts (Rotterdam), TPM musikhögskola (Toulon), Design Academy Eindhoven, Escuela Massana (Barcelona) och andra.

### Uppsatser
- 3rd Bridge Helix, 2009 (engelska)
- The Seven Plus Five Pattern, Soundest #1, Oct 2018[4] (engelska)
- From Rusollo till Present , 2019 (engelska)

## Diskografi

### Zoppo
- Chi pratica lo impare zoppicare lp (1998)
- Nontonnen promo 7" (1998)
- Double the fun splitt 7" (1999)
- Belgian Style Pop cd (1999)

### Avec Aisance
- Vivre dans l'aisance cd (2004)

### Yuri Landman Ensemble
- That's Right, Go Cats - Yuri Landman Ensemble & Jad Fair (2012)

### Bismuth
- Bismuth - s/t, (2014, Geertruida Records)